# Gamila Morcos
Gamila Morcos est une universitaire canadienne qui a travaillé la majeure partie de sa vie à la Faculté Saint-Jean de l'Université de l'Alberta, comme doyenne puis comme professeure, ainsi qu'à l'Université Laurentienne de Sudbury,. Elle a été la première femme à être nommée à une haute fonction administrative à l'Université Laurentienne. Elle est reconnue pour avoir conçu et rédigé le premier Dictionnaire des auteurs et artistes francophones de l'Ouest canadien, avec ses collègues Gilles Cadrin et Paul Dubé,. Il s'agit d'une œuvre qui a requis de nombreuses années de travail qui a permis de mettre en lumière la richesse de la francophonie albertaine. 

## Biographie
Après des études au Caire en Égypte en littérature, elle reçoit une bourse du gouvernement français pour aller faire des études à la Sorbonne à Paris. Elle a par la suite obtenu un doctorat en littérature française de la Sorbonne. À la suite de l'obtention de son doctorat, elle retourne au Caire pour enseigner au secondaire et à l'Université Ain Shams de 1957 à 1967. En 1968, elle migre vers le Canada. Elle a été doyenne des Humanités de l'Université Laurentienne en 1975, puis doyenne à la Faculté Saint-Jean de l'Université de l'Alberta. Durant ses années au Campus Saint-Jean, elle a fondé l'Acfas-Alberta, une section régionale de l'Association francophone pour le savoir.

## Prix et distinctions
- 1998: Prix Eugène-C Trottier de l'Association canadienne-française de l'Alberta (ACFA), remis « en reconnaissance d'une contribution à la visibilité des Franco-Albertain(e)s »[1].

## Publications
- Gamila Morcos, Gilles Cadrin, Paul Dubé, Dictionnaire des artistes et des auteurs francophones de l'Ouest Canadien., Les Presses de l'Université Laval et la Faculté Saint-Jean, 1998
- Gamila Morcos et Jaqueline Girouard, « Georges Bugnet, horticulteur », Cahiers franco-canadiens de l'Ouest, 11(1-2), 1999, p. 215-232.